# 香振強
香振強（Heung Chun Keung，1981年4月13日—），生於香港，已退役香港籃球運動員，司職控球後衛。

## 球員生涯
香振強生於香港，於1997年加入福建，亦在同年開始代表香港籃球代表隊，2002年起效力永倫，曾帶領球隊多次奪標。
直至2014年5月轉投福建，於2014年3月19日在高級組銀牌賽4強倒戈母會永倫，香振強為球隊貢獻12分及5個偷波，終以54–79落敗。
2015年8月，香振強加盟香港首支職業籃球隊東方。
2016年9月3日，由於東方副總監李偉倫以私人理由向會方提出辭職，香振強獲委任球隊副總監一職。
2017年4月，香振強今季並没有註册成為本地聯賽球員，專心做球會副總監一職。2018年9月4日，香振強向球隊請辭。
2018年9月尾轉投遊協，12月開始代替前任教練宗銘達執教，第一項賽事是工商盃。

## 演藝事業
2012年，香振強接拍《古惑仔：江湖新秩序》，飾演打手熊貓。
2016年8月，香振強參與ViuTV的熱血籃球夢想集《一球入魂》。

## 外部連結
- 香振強在fiba.basketball（英语）
- 香振強在archive.fiba.com（存檔）（英语）
- 香振強在Eurobasket.com（球員）（英语）
- Heung Chun Keung （页面存档备份，存于）